# Арикемис
Арикемис (на португалски: Ariquemes) е град – община в централно-северната част на бразилския щат Рондония. Общината е част от икономико-статистическия микрорегион Арикемис, мезорегион Източна Рондония. Населението на общината към 2011 г. е 91 570 души, а територията е 4427 km² (20,7 д./km²).
Името Арикемис е в чест на индианското племе Arikeme, коренните жители в региона. Те говорят тчапакура, език спадащ към лингвистичния клон тупи. С времето племето изчезва, но оставя името си в историята на града.
Общината е основана на 21 септември 1977 г.

## История
В края на 18 век районът на долината Жамари, в която израства бъдещият град Арикемис, е познат с изобилието му на местни култури, конкретно какао и каучук. По това време в местността живеят индианци и работниците в каучуковите плантации, главно в плантацията Папагайос. В тези години Амазонията е все още непозната.
Заселването на долината Жамари става около 1900 г. Периодът се характеризира със силна миграция на т.нар. северняци (бразилци от северните щати), търсещи работа в каучуковите плантации, с особен акцент през периода познат като първата каучукова треска и с построяването през 1909 на телеграфна линия от Куяба до Санто Антонио до Рио Мадейра, доста сложно начинание, и чиято експедиция е ръководена от изследователя Кандидо Рондон, в третото му пътуване до Амазонията.
През 1915, регионът е демаркиран с Резолюция № 735, от 6 октомври, и наречен 3-ти общински окръг на Санто Антонио до Рио Мадейра.

### Демографски прираст
С увеличението на производството на каучук в Малайзия, амазонските плантации изпадат в загуби, възстановявайки се за кратко с началото на Втората световна война през 1939 г., когато Алианса губи достъп до азиатските плантации. По този начин Амазонията е „въведена“ в конфликта, а периодът става известен като втора каучукова треска и оставя отпечатък върху всички съществуващи плантации, главно с привличането на нови имигранти от севера.
На територията на Арикемис през първата и втора каучукова треска има няколко каучукови плантации. По-голямата тогава е Папагайос, но има и много други, сред тях Монти Кристо, Рекрейо, Рио Бранко, Масангана, Нова Вида, Гуарани, Кажазейра, Сао Карлос, Сетента и Жару. По сведения на войници, работещи в плантациите и живеещи в Арикемис и Жару, всяка зона има свой собственик, който в повечето случаи отдава под наем плантациите.
На 13 септември 1943, президентът Жетулио Варгас, чрез Наредба-закон № 5912, създава Федералната територия Гуапоре и регионът става част от община Порто Вельо, със статут на окръг. Насърчавани от Федералното правителство, се наблюдава голям приток на имигранти, заети в каучуковата индустрия. С края на войната спада интересът към амазонския каучук.
През 1958 се откриват залежи на каситерит, калаена руда, с което се привличат нови имигранти от цялата страна, търсещи работа в минното дело. Много от тях се настаняват близо до аеродрума, откъдето изнасят голяма част от минното производство.
През февруари 1960, президентът Жуселину Кубичек, след съгласуване с Националното управление на пътищата (DNER), определят построяването на път, днес познат като BR-364.
На 15 април 1970, Министерството на мините и енергията издава наредба с която забранява ръчния добив на калаена руда или каситерит, с аргумент че е вредно за здравето, като се разрешава механизираният добив, посредством предприятия. С това Арикемис губи позициите на град предлагащ добри икономически условия и се превръща в междинна спирка по междущатския път BR-364.
През 1972, започват проучванията на INCRA (Националния институт за колонизация и аграрна реформа) в предварително отчуждени зони за настанителните проекти „Бурарейро“ и „Марешал Дутра“. От 1975 г. са настанени новите жители. Прирастът на населението изпитва значително увеличение и включва съвместни действия на INCRA, Териториалното управление и Община Порто Вельо в създаването на градското планиране с оглед на по-рационално и планирано заселване на района.
Тогавашният кмет на Порто Вельо, Антонио Карлос Кабрал премества окръжния център, намираща се първоначално край река Жамари, днес квартал Марешал Рондон, в друга зона, близо до междущатския път BR-364, където е основан новопланираният град, поделен на сектори: Институсионал, Индустриал, Комерсиал (търговски) и Резиденсиал (жилищен).
На 11 февруари 1976 е отсечено първото дърво за построяването на Нова Арикемис. Селцето тогава е преименувано на Вила Веля (Старо Село). В първите години се правят опити за премахването му, с оглед построяването на новия път BR-364, който по план го „разполовява“ на две. Въпреки опитите, селцето стои. Сред жителите му все още могат да се намерят някои от онези първенци имигранти и наследниците им от втората каучукова треска, както и останки от телеграфния пост, превръщайки се в своеобразен спомен от онази епоха.

### Еманципации
На 11 октомври 1977 г., на основание закон № 6448, Арикемис получава статут на независима община (град), влизайки в сила на 21 ноември. Чрез закон № 6921, от 16 юни 1981, Арикемис отстъпва част от територията си за създаването на град Жару, а през 1988, чрез закон № 198 от 11 май, отново отстъпва земя за бъдещия Машадиньо д'Оести. Впоследствие, със законите № 364, 374, 375, 376 и 378 от 13 февруари 1992 г., последователно се отделят: Жамари (дн. Итапуан до Оести), Какауландия, Алто Параизо, Рио Креспо и Монти Негро.

## География
Градът се намира на 09º54'48" ю.ш. и на 63º02'27" з.д. и има средна надморска височина 142 m. По оценка от 2011 г., населението възлиза на 91 570 души.
Територията на общината е 4427 km². Намира се в централно-северната част на щата, на 203 km от щатската столица Порто Вельо.

### Хидрография
През града протичат две по-важни реки – Жамари, която доставя вода на Арикемис и Канаан; има също и други по-малки реки и потоци, които пресичат секторите 2,5,6,7, Жардин Америка и др.

### Климат
Климатът на Арикемис, според класификацията на Кьопен е подобен на останалите градове в Рондония – екваториален, доста топъл и влажен, съчетано със сух период, който може да трае около два-три месеца през годината.

## Администрация
След дългогодишно лошо управление, Арикемис изпитва сериозни проблеми в градската инфраструктура, чистотата, занемарено благоустройство и липса на поддръжка в първоначалното планиране на града.
Въпреки това, заедно с тези недостатъци има големи инвестиции от частния сектор. В града има отлични жилищни сгради и модерни магазини.
С новата администрация на града, се наблюдава „бум“ в икономиката, основан на публично-частните партньорства.

## Икономика
Арикемис, Вилена и Порто Вельо са включени в класацията на списанието „Pequenas Empresas & Grandes Negócios“ сред 25 най-добри града на Бразилия за правене на бизнес. Арикемис е сочен като първият вътрешен град на страната с най-високи държавни приходи. По данни на IBGE, вторичният и третичния сектор заемат съответно 64,8% и 19,8% в икономиката на града. Трябва да се отбележи и делът на селското стопанство, който макар да е най-малък (15%), се отличава с производството на кафе, какао, гуарана и зърнени храни. На територията на общината се намират редица предприятия, даващи работни места на значителна част от населението, надвишаващо 90 хил. жители.
Брутният вътрешен продукт на града е R$ 1.005.152,00, а на глава от населението е R$ 11.883,90.

## Инфраструктура

### Здравеопазване
В Арикемис има редица медицински заведения, една регионална държавна болница и други частни:
- Регионална болница – държавна
- Детска болница – държавна
- Болница Бон Жезус – частна
- Болница Сао Жозе – частна
- Болница Монти Синай – частна
- Болница Сао Франсиско – частна
- Болница Карлос Шагас – частна

### Образование
Общината разполага с редица общински, щатски и федерални образователни институции и училища, над 20 за основно и средно образование (гимназии) и със следните висши учебни заведения:
- Федерален университет на Рондония (UNIR) – държавен
- Федералния институт по наука и технология на Рондония – държавен
- Интегрирани факултети на Арикемис (FIAR) – частен
- Асоциирани факултети на Арикемис (FAAR) – частен
- Факултети по образование и околна среда (FAEMA) – частен

### Транспорт
Арикемис няма система за масов транспорт, разполага единствено с мото-таксита и таксита. Към момента е във фаза проучване пускането на автобуси по обиколен маршрут. Единствено се движи един рейс на общината за превозване на хора с увреждания, възрастни и др.
Летище
Градът разполага с летище само за частни и учебни полети на малки самолети. Пистата е павирана и в непосредствена близост до центъра на града.
Пътища
Основна пътна артерия на града е междущатския път BR-364, свързващ Арикемис с южната част на Бразилия.
Други по-важни пътища са щатските RO-001 и RO-421.

### Комуникации
Телевизии
- TV Candelária – Rede Record de Televisão
- TV do Povo – Nova Geração de Televisão
- TV Ariquemes – Rede Globo
- TV Allamanda – SBT
- TV Meridional – Band
- TV Novo Tempo
- Amazon Sat

Радиостанции
- Verde Amazônia FM
- Clube Cidade FM
- Rádio Rondônia AM
- Rádio Ariquemes AM (Първата радиостанция на града, пусната на 12 август 1982)

Преса
Съществуват няколко печатни и онлайн издания (всекидневни и седмични). Основният печатен орган на града е вестник Jornal Nossa Folha.

## Туризъм
- Водопад Десковадо (Cachoeira Descovado): Един от начините за достъп е с моторна лодка (порт. воадейра); тръгва се от района на моста над река Канаан, като маршрутът трае около 20 минути. През това време туристът има възможност да наблюдава разнообразната фауна, представена от птици, костенурки, и др. както и местната флора по крайбрежната ивица и плажовете, които „изникват“ със спадането на нивото на водите от месец май нататък. Водопадът е един от най-забележителните в щата Рондония, въпреки че не е много известен. В района могат да се видят и полузаличените пътеки от времето на каучуковата треска, използвани за пренасянето на суровината до корабите, единствено транспортно средство по това време. След водопада водата образува плаж, предпочитано място за къмпинг от местните жители.
- Река Куатро Кашоейрас (Rio Quatro Cachoeiras, в превод, четири водопада): достига се по междущатския път BR-364, на 19 km в посока Жару, първо отклонение надясно, след това четири километра направо. Така се стига до първия от четирите водопада. В района има бар, който работи всекидневно. Има зона за къмпинг и риболов. Спускайки се покрай реката има няколко бързея и по-дълбоки места, а в по-голямата част на брега има плажове и гори.
- Водопад Монти Кристо (Cachoeira Monte Cristo): намира се на р. Жамари. Достига се по междущатския път BR-364, от Арикемис в посока Порто Вельо, след поста на Пътната федерална полиция, около 500 m наляво. Районът е частна собственост, поради което е необходимо разрешение за достъп. Също може да се достигне с кораб. Има възможност за практикуването на спортен риболов, тъй като има различни видове риби между които Auxis thazard, Cichla, пираня и др. Поради променливата дълбочина и бързеите, не се препоръчва къпането в реката.
- Курорт Батистао (Balneário Batistão): намира се на река Бранко, достига се по щатския път RO-257, на 9 km от Арикемис в посока Машадиньо д'Оести, на входа на EMARC (Селскостопанско училище). За посещения трябва да се поиска предварително разрешение от дирекцията на училището, тъй като районът принадлежи на институцията. Обхваща територия от около 250 ha местни гори. Има няколко пътеки и сравнително голям брой каталогирани дървета. Освен водопад, атракция представлява и фауната, представена от птици и диви животни. До водопада се достига по пътека, дълга около 500 m.

## Култура и спорт
Арикемис разполага с инфраструктура за практикуването на различни видове спорт, като фитнес зали и покрити игрища и кортове в повечето квартали.
Във футбола, ФК Арикемис (Ariquemes FC) е два пъти шампион на щата. След няколко години без значителни прояви, през 2007 излиза от втората дивизия и се класифицира в първата щатска дивизия на Рондония. ФК Арикемис е финалист на шампионата на Рондония през 2011 г.
Основните зони за отдих и развлечение в града се намират на бул. Канаан (Avenida Canaã) с доста ресторанти и заведения за бързо хранене от типа ланшонетис. Арикемис също разполага с нощни клубове, кашасарии (от кашаса, националната алкохолна напитка) кина, боулинг зали и дискотеки.
В средата на годината, обикновено в края на юли се чества в Парка на изложбите „Експоари“, с различни шоута и концерти.